# اتشبرگ
اتشبرگ (به آلمانی: Etschberg) یک شهر در آلمان است که در Kusel واقع شده‌است. اتشبرگ ۶۷۰ نفر جمعیت دارد.